# Templo de Júpiter Invicto
O Templo de Júpiter Invicto (Latim: Aedes Iovis Invicti, lit.  "Templo de Júpiter o Inconquistado") às vezes conhecido como Templo de Júpiter Vitorioso (Latim: Aedes Iovis Victoris, lit.  "Templo de Júpiter o Conquistador"), foi um templo no Monte Palatino, na Roma antiga.
A data de construção do templo é incerta, mas eclipsou um templo anterior de Júpiter Vitorioso no Monte Quirinal, com o qual às vezes é confundido. Foi creditado como a visão de vários presságios divinos durante o período imperial, e pode ter sido o santuário brevemente dedicado ao deus sírio Heliogábalo pelo imperador Heliogábalo no século III EC. Desde a década de 1950, o templo foi considerado completamente perdido.

## História

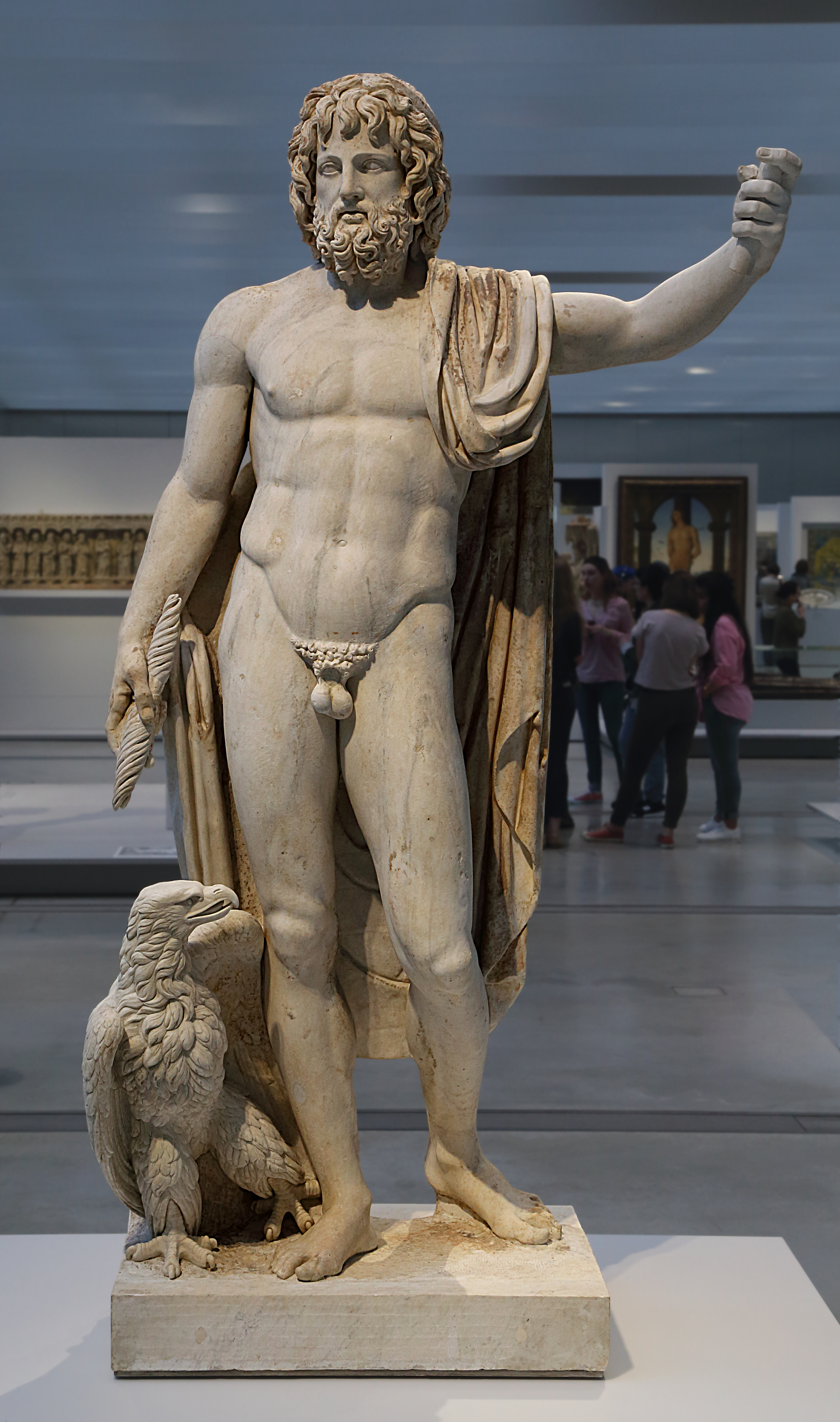
Estátua de mármore de Júpiter, com seus atributos característicos de raio e águia, feita cerca de 150 d.C.

O templo foi dedicado a Júpiter, o rei dos deuses romanos. Segundo o poeta romano Ovídio, escrevendo entre 1 e 8 EC, o templo foi dedicado nos idos de junho (ou seja, 13 de junho). A construção do templo não é mencionada na história abrangente de Roma escrita pelo historiador Lívio no final do primeiro século AEC, levando o arqueólogo italiano Filippo Coarelli a sugerir que sua construção ocorreu entre 292 e 218 AEC ou após 167 AEC, já que esses períodos não são cobertos pelos livros sobreviventes da narrativa de Lívio.
Um templo mais antigo a Júpiter foi prometido pelo comandante e cônsul romano Quinto Fábio Máximo Ruliano durante a Batalha de Sentino em 295 AEC, e foi construído no Monte Quirinal nos anos seguintes. Este templo foi dedicado nos idos de abril. No período imperial (isto é, por volta de 27 AEC), os epítetos Victor e Invictus referiam-se ao templo no Palatino, originalmente conhecido como Invictus, e qualquer distinção com o culto Quirinal de Júpiter Victor foi perdida. Os dois templos ainda são por vezes confundidos nas fontes modernas.
Supõe-se que este foi o templo que foi redesenhado durante o reinado de Domiciano (r. 81–96 d.C.) como parte de suas enormes obras de reconstrução no Palatino, e que ficava na entrada da residência imperial conhecida como Domus Augustana ao lado de um arco monumental. Pensa-se ainda que este foi o templo (o Elagabálio) que o imperador Heliogábalo (r. 218–222 d.C.) rededicou à sua divindade padroeira, o deus-sol sírio Heliogábalo, que o sucessor de Heliogábalo, Severo Alexandre, restaurou à adoração de Júpiter.
O historiador romano do século III, Dião Cássio, registrou que o templo foi atingido por um raio, um fenômeno geralmente considerado na Roma antiga como um presságio divino enviado por Júpiter, em 42 AEC. Os cônsules convocaram o senado para se reunir no templo após o assassinato do imperador Calígula em 41 EC. Segundo Dião, as portas do templo abriram-se espontaneamente antes do assassinato do sucessor de Calígula, Cláudio, em 54 EC, o que foi retrospectivamente tomado como um presságio de sua morte.
Uma passagem da Notitia Dignitatum durante a antiguidade tardia foi interpretada como uma evidência provisória da sobrevivência do templo até o século III EC. Até a década de 1950, acreditava-se que as ruínas atualmente identificadas como as do Templo de Apolo Palatino eram os restos deste templo. Entretanto, novas escavações do Templo de Apolo Palatino refutaram esta conexão, e atualmente considera-se que nenhuma identificação segura entre o templo e quaisquer ruínas conhecidas pode ser feita.